# Synchytrium erieum
Synchytrium erieum är en svampart som beskrevs av Karling 1962. Synchytrium erieum ingår i släktet Synchytrium och familjen Synchytriaceae.   Inga underarter finns listade i Catalogue of Life.